# جيم غيلمور
جيم غيلمور (بالإنجليزية: Jim Gilmour)‏ هو لاعب دوري الرغبي نيوزيلندي، ولد في 4 يناير 1881، وتوفي في 18 ديسمبر 1918 في Tidworth ‏ في المملكة المتحدة.